# 拉薩克山
10°17′6″S 76°55′59″W / 10.28500°S 76.93306°W

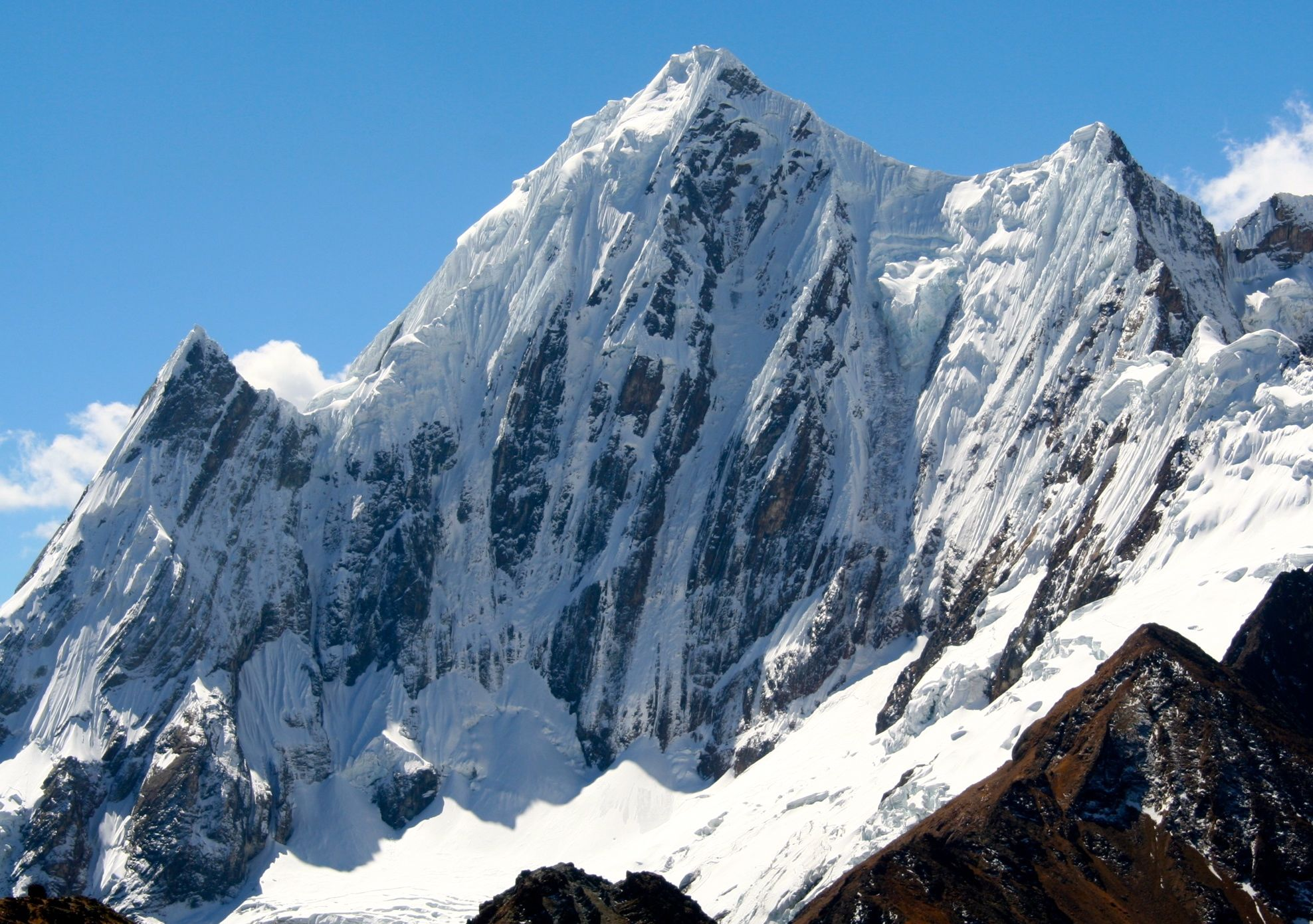

拉薩克山（Rasac），是秘魯的山峰，位於該國中西部，屬於安第斯山脈中瓦伊瓦什山脈的一部分，海拔高度6,017米，山體主要由石灰岩組成，其中夾雜著砂岩和頁岩。